# Tata Amaral
Tata Amaral, all'anagrafe Márcia Lellis de Souza Amaral (San Paolo, 19 settembre 1960), è una regista brasiliana, considerata da vari critici come una delle più importanti figure nel cinema brasiliano a partire dal 1990.

## Biografia
Tata Amaral ha studiato al collegio Equipe di San Paolo. Tra i 18 e i 19 si è sposata, è entrata nell'organizzazione di sinistra Libertade e Luta, ha avuto una figlia e perso il marito in un incidente. Ha superato gli esami di ingresso per i corsi di Giornalismo e Storia all'Università di San Paolo, ma non avendo concluso la scuola superiore non ha potuto accedervi. Nel 1982, ha frequentato da studentessa esterna il corso di Cinema alla Scuola di comunicazione e arte dell'Università di San Paolo. Proprio lì ha conosciuto Jean-Claude Bernadet, che diventerà poi suo partner nella stesura di varie sceneggiature.
Tra il 1986 e il 1994 ha realizzato vari cortometraggi, alcuni in collaborazione con Francisco Cesar Filho, in quel periodo suo compagno. Ha ricevuto vari premi nazionali e concorsp a festival e mostre internazionali, partecipando anche alla Primavera del corto brasiliana. Ha realizzato anche video-installazioni emergendo per la sperimentazione di diverse lingue e strumenti.
Nel 1997 ha diretto il suo primo lungometraggio: Um céu de estrelas, premiato nei festival di Brasilia, Boston, Trieste, Créteil e L'Avana e considerato dalla critica uno dei film brasiliani più importanti di quel decennio.
Nel 2006, ha fondato la produzione cinematografica Tangerina Entretenimento, in società con sua figlia Caru Alves de Souza. Dal suo terzo lungometraggio, Antônia, è nata una serie TV prodotta da Rede Globo, mandata in onda nel 2006 e candidata al Premio Emmy nel 2007. Inoltre, nel 2007 Tata Amal ha pubblicato, tramite la casa editrice O Nome da Rosa, il libro Hollywood: Depois do Terreno Baldio , una serie di racconti e notizie presi dalle ricerche fatte durante la produzione di Antônia.
Trago Conmigo, la miniserie che ha diretto per TV Cultura e Sesc Tv, ha ricevuto quattro candindature al Prêmio Qualidade Brasil 2009: miglior miniserie, miglior autore, miglior attore e miglior regista. Nel 2016 Trago Comigo è stata lanciata come lungometraggio, con scene che non erano state incluse nella miniserie e di durata dimezzata.

## Filmografia
- 1986: Queremos as Ondas do Ar (cortometraggio, co-regista Francisco César Filho)
- 1986: Poema: Cidade (cortometraggio, co-regista Francisco César Filho)
- 1986: Mude Seu Dial (cortometraggio, co-regista Francisco César Filho)
- 1987: SP Pan 360° (cortometraggio, con più di 7 registi)
- 1988: História Familiar (cortometraggio)
- 1991: Viver a Vida (cortometraggio)
- 1992: Orgulho (cortometraggio)
- 1993: Não Usar o Santo Nome em Vão (video-minuto, serie tv  "Os Dez Mandamentos")
- 1994: O Cinturão de Hipólita (video minuto, serie tv "Os Doze Trabalhos de Hércules")
- 1997: Um Céu de Estrelas
- 2000: Através da Janela
- 2001: VinteDez (cortometraggio, co-regista Francisco César Filho)
- 2002: Jukebox (video installazione)
- 2003: Vila Ipojuca (cortometraggio)
- 2004: Jukebox 2: Um esboço para Antônia (video installazione, realizzato grazie ai fondi della Fondazione Vitae)
- 2006: Antônia
- 2009: Trago Comigo (Serie tv)
- 2009: O Rei do Carimã (documentario)
- 2010: Carnaval dos Deuses (cortometraggio)
- 2011: Hoje (lungometraggio)
- 2016: Trago Comigo (lungometraggio)
- 2018: Sequestro Relâmpago (lungometraggio)

## Premi
- 2011: Premio Candango per Miglior film al 44º Festival de Brasília del cinema per Hoje
- 2007: Premio Menina de Ouro, concesso dalla prefettura della città di Paulínia, per il film Antônia.
- 2007: Premio speciale della giuria ecumenica al Festival internazionale di Zlín, Repubblica Ceca, dedicato alla cinematografia per bambini e ragazzi con Antônia
- 2006: Premio a Thaíde per Miglior attore non protagonista, Miglior fotografia (Jacob Solitrenick) e Miglior colonna sonora (João Godoy e Eduardo Santos Mendes) al Cinefestival Goiânia, con Antônia
- 2006: Premio Petrobras Cultural de Difusão alla 30ª edizione del São Paulo International Film Festival con Antônia.
- 2006: Miglior colonna sonora (João Godoy e Eduardo Santos Mendes) e Premio Roque Dalton, offerto da Radio Habana Cuba, al Festival Internazionale del nuovo cinema Latino-Americano di Havana[2]
- 1997: Premio per Miglior opera prima e Miglior montaggio al Festival de Havana, per "Um céu de estrelas"
- 1997: Miglior film al Festival Latinoamericano di Trieste, con Um céu de estrelas
- 1997: Miglior Film al Festival Latinoamericano di Boston, con Um céu de estrelas
- 1997: Premio speciale della giuria al Festival internazionale del Cinema delle donne[3] a Créteil (Francia), per Um céu de estrelas
- 1996: Premio speciale della giuria al Festival del Cinema e della Cultura Americana di Biarritz, per Um céu de estrelas
- 1996: Premio della critica, Menzione speciale  (concessa dall'UNESCO), Premio Glauber Rocha per Miglior Regia e Premio Candango per Miglior Regia al Festival de Brasília del Cinema Brasiliano, per Um céu de estrelas
- 1992: Premio Guarnicê per Miglior Film al Festival del Cinema di Maranhão, con Viver a Vida
- 1991: Viver a Vida vince il premio Candango come Miglior Film, assegnatogli dalla giuria popolare, e Miglior Regia dalla giuria ufficiale al Festival de Brasília
- 1991: Premio per miglior sceneggiatura al Festival del Cinema di Gramado, con Viver a vida
- 1991: Premio Tatu d'oro per Miglior Film alla Jornada de cinema da Bahia , con Viver a Vida
- 1987: Premio Guarnicê per Miglior Film al Festival del Cinema di Maranhão con Poema: Cidade.